# Friedrich Carl Ludloff (Schriftsteller)
Friedrich Johann Carl Ludloff (* 4. Januar 1766 in Sondershausen; † 26. Januar 1824 in Sondershausen) war ein schwarzburgischer Forst- und Hofmarschallamtssekretär und Heimatschriftsteller.

## Leben
Carl Ludloff war ein Sohn von Johann Friedrich Ludloff und ein Schüler vom Schriftsteller Gottfried Conrad Böttger (1732–1794).
Er verfasste die einzige authentische Biographie von Johann Karl Wezel.
Ein Romanfragment von Friedrich Carl Ludloff wurde unter dem Titel Wezel im Walde. Aus dem Romanfragment Der Frühling im Walde veröffentlicht.
Friedrich Carl Ludloff war der Onkel von Gottlieb Wilhelm Ludloff, verheiratet und hatte keine Kinder. Seine konkrete Grabstelle auf dem historischer Gottesacker Sondershausen ist unbekannt.

## Autorenschaft
- Von 1806 bis 1810 war er Autor des Wochenblattes Gemeinnützige Blätter für Schwarzburg-Sondershausen
- Ab 1821 war er Herausgeber des Wochenblattes Vaterländische Unterhaltungen,[6]
- bis 1821 Mitautor der politischen Zeitschrift Teutonia – Eine Zeitschrift für die Bewohner Deutschlands,
- 1822 Autor der Thüringischen Sagen und Volksmährchen

## Trivia
In einer Veröffentlichung in seiner Zeitschrift Vaterländische Unterhaltungen befasste er sich 1821 mit der Enttarnung eines Pseudonmys des Schriftstellers Johann Gottfried Schnabel, welches er auch in seiner Sagensammlung Thüringische Sagen und Volksmährchen thematisierte.
Friedrich Carl Ludloff ist „arm, in bescheidenen Beamten-Verhältnissen gestorben“.